# Batocera molitor
Batocera molitor là một loài bọ cánh cứng trong họ Cerambycidae.